# 骨代謝マーカー
骨代謝マーカー（こつたいしゃマーカー、英語: bone turnover marker、 bone metabolism marker ）とは、骨の代謝回転、すなわち、古い骨の吸収（骨吸収）と新しい骨の形成（骨形成）の指標となる血液や尿の検査の総称であり、
骨吸収マーカーと骨形成マーカーに大別される。さらに、骨基質の状態を反映する骨基質マーカーを骨代謝マーカーに含める場合もある。
骨代謝マーカーとして利用されているのは、主に、破骨細胞や骨芽細胞の産生する酵素、および、骨基質蛋白やその断片である。
| 項目名                           | 略称           | 由来                                                        | 検体           |
| 骨吸収マーカー                   | 骨吸収マーカー | 骨吸収マーカー                                              | 骨吸収マーカー |
| -------------------------------- | -------------- | ----------------------------------------------------------- | -------------- |
| Ⅰ型コラーゲン架橋N-テロペプチド  | NTX            | 破骨細胞に分解されたコラーゲンのN末端                       | 尿・（血清）   |
| Ⅰ型コラーゲン架橋C-テロペプチド  | CTX            | 破骨細胞に分解されたコラーゲンのC末端                       | （血清・尿）   |
| デオキシピリジノリン             | DPD            | 破骨細胞に分解されたコラーゲン由来の架橋分子                | 尿             |
| 酒石酸抵抗性酸ホスファターゼ     | TRACP-5b       | 破骨細胞が産生する酵素                                      | 血清           |
| Ⅰ型コラーゲンC末端テロペプチド   | 1CTP           | 腫瘍細胞により分解されたコラーゲンのC末端                   | 血清           |
| 骨形成マーカー                   |                |                                                             |                |
| 骨型アルカリホスファターゼ       | BAP            | 骨芽細胞が産生する酵素                                      | 血清           |
| Ⅰ型コラーゲンN-プロペプチド      | P1NP           | 骨芽細胞が産生するⅠ型コラーゲン前駆体のN末端断片            | 血清           |
| オステオカルシン                 | OC             | 骨芽細胞が産生する骨基質タンパク                            | 血清           |
| 骨基質マーカー                   |                |                                                             |                |
| 低カルボキシル化オステオカルシン | ucOC           | 骨芽細胞が産生する骨基質タンパクのビタミンK作用不足時の形態 | 血清           |

## 骨代謝

骨の再構築：古い骨は破骨細胞により吸収され、新しい骨は骨芽細胞により形成される

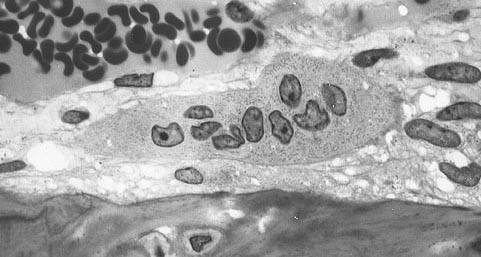
破骨細胞：中央の多核で泡沫状の細胞質をもつ細胞

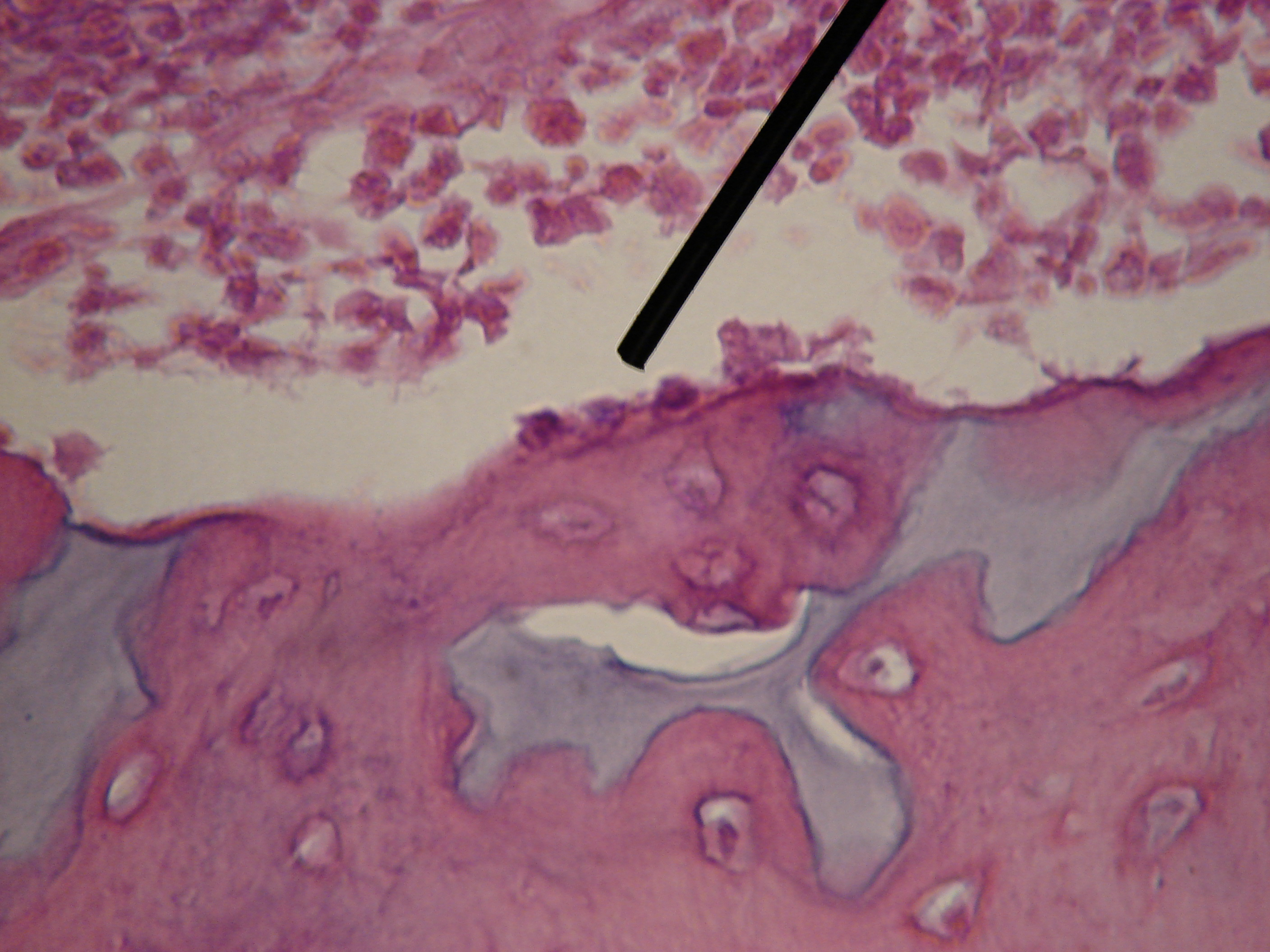
発達中の骨の表面に3個の骨芽細胞が見える

### 骨再構築（リモデリング）
骨組織のほとんどは骨基質（骨の細胞外成分）で構成されている。骨組織は常に破骨細胞による骨基質の吸収と骨芽細胞による骨基質の形成を繰り返して骨再構築（リモデリング）を行っている。骨再構築は、損傷を受けた骨を新しい骨で置き換え骨の強度を維持する他、生体内のカルシウムの恒常性にも重要な役割を果たす。成人では、常時、全身の骨のおよそ5（3-6） %程度が再構築されており、再構築の過程には3から5ヶ月程度を要する
。
40歳前後では、骨吸収と骨形成は平衡して骨量は一定しているが、50歳以降では骨吸収が骨形成を上回るようになり、骨量が減少していく。特に女性では、閉経後、エストロゲンの作用が低下するため、骨代謝回転の速度が50から100%増加し、骨量減少速度が大きくなる。

### 骨代謝を担う細胞
破骨細胞
破骨細胞は骨髄の造血幹細胞から単球・マクロファージ系の前駆細胞を経て、骨表面で融合し骨を吸収する機能を獲得した多核の巨細胞である。破骨細胞の分化には,
主に,M-CSF（マクロファージコロニー刺激因子）とRANKL（破骨細胞分化促進因子）が関与している。
骨芽細胞
骨芽細胞は間葉系幹細胞に由来し、骨基質を合成するとともに、骨基質の石灰化を担っており、骨形成の中心的役割を果たしている。
骨細胞
骨芽細胞の大部分は骨形成後にアポトーシスを起こして死滅するが、一部は骨基質の中に埋もれて骨細胞に分化する。骨細胞はリン代謝を制御するFGF23、破骨細胞の分化を促進するRANKL、骨芽細胞を抑制するスクレロスチンなど、様々な液性因子を産生して骨代謝の調節に関与している。骨細胞は直接には骨代謝マーカーを産生しないと考えられている。

### 骨形成

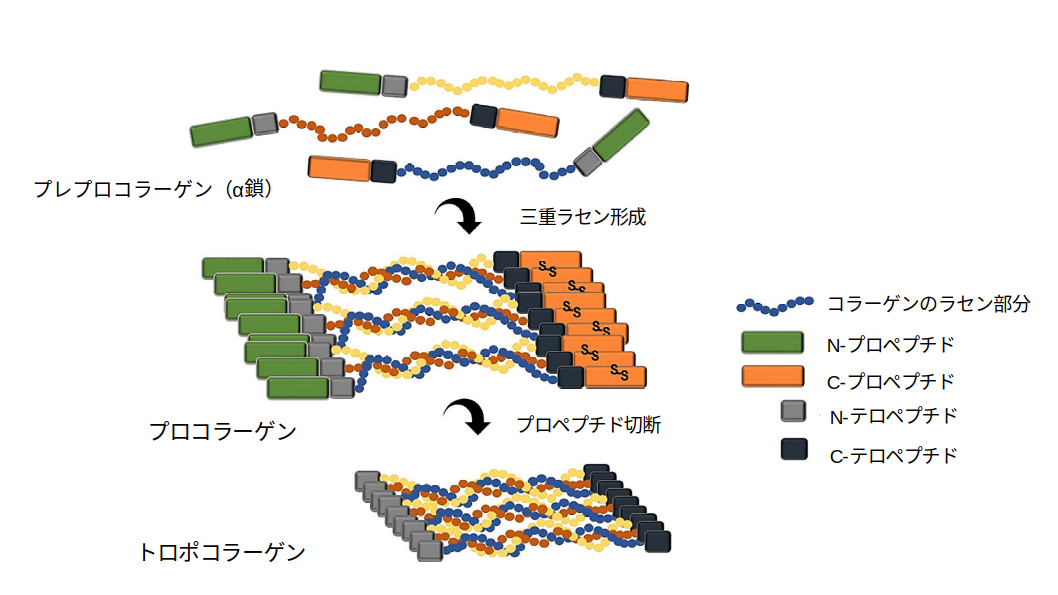
プレプロコラーゲンから三重ラセンのプロコラーゲンが生成した後、プロペプチド（P1NPなど）が切断されてコラーゲンの基本的な構成単位であるトロポコラーゲンとなる。

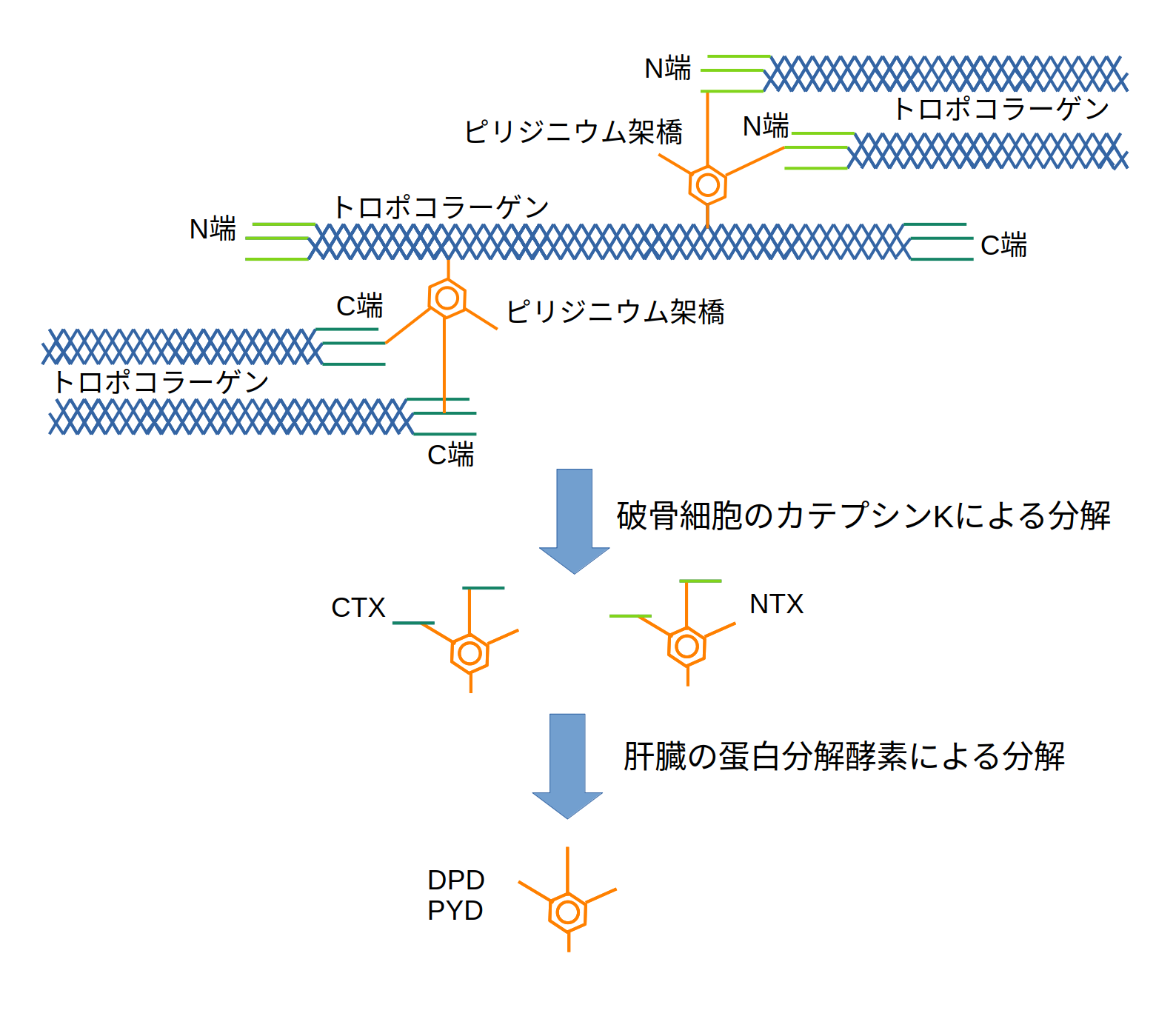
トロポコラーゲンはピリジニウム架橋により相互に結合してコラーゲン線維を形成している。破骨細胞によりコラーゲンが分解されると、C末端・N末端のテロペプチドが架橋されたまま断片として血中に放出される（CTX、NTX）。CTXとNTXはさらに分解されて、デオキシピリジノリン（DPD）やピリジノリン（PYD）が生成される。

骨芽細胞は骨基質となる蛋白を合成し、類骨を構成する。
骨基質の主要タンパクはⅠ型コラーゲンであり、骨基質の90 %以上を占める。
骨形成時に、骨芽細胞は、プロペプチドを含む、三重ラセン構造のプロコラーゲンを分泌する。プロコラーゲンのプロペプチドは細胞外で切断されて、テロペプチドを含むトロポコラーゲンとなる。骨形成マーカーとして利用されるのは、この切断されたプロペプチド（Ⅰ型プロコラーゲン-N-プロペプチド： P1NP）、および、骨芽細胞の産生する骨基質蛋白（オステオカルシン：OC）や酵素（骨型アルカリホスファターゼ：BAP）である。
骨基質のなかで隣接するトロポコラーゲンの分子間はラセン部とN末端およびC末端のテロペプチド部で架橋され、安定したコラーゲン線維を形成するとともにハイドロキシアパタイトが沈着して骨を形成する。
骨形成の過程はおおよそ3ヶ月程度かかる。

### 骨吸収
骨表面に接着した破骨細胞はカテプシンKなどの蛋白分解酵素により骨基質を分解し、また、酸（水素イオン）を分泌して骨を脱灰する。
このとき血中に出現するコラーゲンの分解生成物や破骨細胞の産生する酵素である酒石酸抵抗性ホスファターゼが骨吸収マーカーとして利用される。
生理的な骨吸収時には、破骨細胞の分泌するカテプシンKによりⅠ型コラーゲンが分解され、Ⅰ型コラーゲン架橋N-テロペプチド(NTX)、Ⅰ型コラーゲン架橋C-テロペプチド(CTX)が生成される。
NTXやCTXは肝臓で分解され、架橋していたピリジノリンやデオキシピリジノリン（DPD）が血中に放出される。
（なお、骨腫瘍における病的な骨吸収の際は、腫瘍細胞の分泌するマトリックスメタロプロテアーゼにより、CTXより大きなⅠ型コラーゲン-C-テロペプチド(1CTP)が生成される。）
骨吸収の過程はおおよそ3週間程度かかる。

## 検査の意義

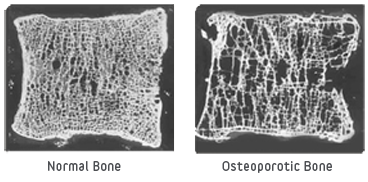
脊椎骨：右は骨粗鬆症の75歳女性、左は健康な37歳男性

骨代謝マーカーは、単独で疾患の診断を可能とするものではなく、種々の骨疾患や骨に影響をおよぼす全身疾患の診断や治療を補助するものである。
特に骨粗鬆症においては、骨密度低下の予測、骨折発症リスクの評価、病態の把握と治療薬の選択、治療効果のモニター等にもちいられ、診療上、必要不可欠となっている。
骨粗鬆症
骨代謝マーカーの検査が最もよく実施されるのは骨粗鬆症であるが、原発性骨粗鬆症では骨代謝マーカーが年齢相当の基準範囲を大きく外れることはまれである。
各骨代謝マーカーが性・年齢別基準範囲上限（平均＋1.96×標準偏差）を超える高値を呈する場合は、原発性骨粗鬆症以外の骨疾患（転移性骨腫瘍、多発性骨髄腫、骨ページェット病、など）や骨・カルシウム代謝異常（原発性副甲状腺機能亢進症、骨軟化症、甲状腺機能亢進症、など）を疑って精査する必要がある。
骨代謝マーカーは、骨粗鬆症の初診時には、副甲状腺機能亢進症などの二次性骨粗鬆症の除外、および、骨量減少リスクや骨折危険度の評価、治療方針決定（たとえば、骨代謝マーカーが低値であれば骨代謝促進作用をもつテリパラチドを選択、骨吸収マーカーが高値であれば骨吸収抑制剤を選択、骨基質マーカーのucOCが高値であればビタミンKの投与、など）にもちいられる。骨粗鬆症では骨吸収マーカーが骨形成マーカーに比して高値をとることが多く、治療前には、骨吸収マーカーと骨形成マーカーの両方を測定しておくことが望ましいとされる。また、薬物治療開始後は、骨代謝マーカーによりそのモニターを行う。
骨代謝マーカーが高値を呈する場合
骨吸収マーカーの高値は、骨吸収が亢進する病態、すなわち、
骨折、副甲状腺機能亢進症（原発性・続発性）、甲状腺機能亢進症、転移性骨腫瘍・多発性骨髄腫、悪性腫瘍に伴う高カルシウム血症、ビタミンD欠乏症、骨ページェット病、
などでみられる。生理的には骨の吸収に連携（カップリング）して骨の形成がおこるため、骨吸収が亢進する病態では、骨吸収マーカーに引き続いて骨形成マーカーも高値を取ることが通常である。
なお、上記の例外として、多発性骨髄腫や悪性腫瘍合併高カルシウム血症では骨吸収は亢進するが骨形成は亢進しないことが多い。また、骨形成促進薬であるロモソズマブ（抗スクレロスチン抗体薬）投与では骨形成マーカーの上昇と骨吸収マーカーの低下がみられる。
骨代謝マーカーが低値を呈する場合
骨吸収マーカーが低値をとる病態としては、骨吸収抑制薬（ビスホスホネート）の投与、糖質コルチコイド（ステロイド）過剰状態、など、骨吸収が低下する病態があげられる。
骨吸収の低下は、通常、骨形成および骨形成マーカーの低下を伴ってくる。
骨量減少リスク・骨折危険度
骨代謝マーカーの高値は骨量（骨密度）減少の予測因子となる。骨粗鬆症で骨吸収マーカーが性や閉経の有無で層別化した基準範囲内であっても、健常閉経前女性の平均値+1.0SD以上であるときは骨量減少リスク、および、骨折危険度が高いと考えられる。また、骨代謝マーカーの高値は、年齢や骨密度と独立した骨折のリスク因子である。
薬物治療時の効果判定
骨代謝マーカーで薬物療法を評価する場合、治療前（基礎値）から有意の変化があるかどうかで判定する。
骨代謝マーカーは日差変動があるため、各マーカーごとに設定された最小有意変化（英語: minimum significant change：MSC）を超えて変化があった場合に「有意」と判定する。

## 骨吸収マーカー
骨吸収マーカーには破骨細胞の分泌する酵素や骨吸収の際に発生するコラーゲンの代謝産物が用いられている。
一般に、骨吸収マーカーの高値（健常閉経前女性の平均値+1SD以上）は将来の骨密度低下や骨折のリスクと関連するとされる。
骨吸収マーカーが高値の骨粗鬆症では骨吸収抑制剤を考慮する。また、骨吸収抑制剤の治療効果判定にも骨吸収マーカーが用いられ、通常、治療開始1から3ヶ月で低下がみられる。
また、骨転移を起こしやすい悪性腫瘍（乳癌、前立腺癌、肺癌など）の骨転移のスクリーニング検査として骨吸収マーカーが利用されることがある（診断確定には骨シンチグラフィーなどの画像検査が必要である）
。

### Ⅰ型コラーゲン架橋N-テロペプチド(NTX)
骨吸収の際にⅠ型コラーゲンはカテプシンKにより分解され、そのテロペプチドは架橋されたまま断片として血中に放出される。N端のテロペプチドがⅠ型コラーゲン架橋N-テロペプチド( 英語: Type I collagen cross-linked N-telopeptide；NTX)、C端のテロペプチドがⅠ型コラーゲン架橋C-テロペプチド( Type I collagen cross-linked C-telopeptide；CTX)である。これらは骨のコラーゲン分解の特異性の高い指標となる。
CTXとNTXはよく似た挙動を示すが、NTXはCTXに比較すると食事の影響は少ない。
| 項目名                                | 略称 | 男性 | 閉経前女性 | 閉経後女性 | 単位             | MSC    |
| ------------------------------------- | ---- | --- | ---------- | ---------- | ---------------- | ------ |
| Ⅰ型コラーゲン架橋N-テロペプチド（尿） | uNTX | 13.0–66.2 | 9.3–54.3   | 14.3–89.0  | nmol BCE/mmol·Cr | 27.3 % |
| Ⅰ型コラーゲン架橋N-テロペプチド（尿） | uNTX | 臨床的カットオフ値： - 副甲状腺機能亢進症での副甲状腺摘出術の適応：200 以上 - 悪性腫瘍（乳癌、肺癌、前立腺癌）の骨転移の指標：100 以上 - 骨吸収亢進の指標：55 以上 |            |            | nmol BCE/mmol·Cr | 27.3 % |

### Ⅰ型コラーゲン架橋C-テロペプチド(CTX)
Ⅰ型コラーゲン架橋C-テロペプチド( 英語: Type I collagen cross-linked C-telopeptide；CTX)は、骨吸収の際にⅠ型コラーゲンのC端側のテロペプチドが架橋されたまま断片として血中に放出されたものである。
βクロスラプス、ないし、β-CTXとよばれることもある
。
N端に由来するNTXと同様に、骨吸収に伴うコラーゲン分解の指標となる。

### デオキシピリジノリン(DPD)

デオキシピリジノリン

骨基質を構成しているⅠ型コラーゲンは分子間の架橋により安定性を維持している。架橋物質にはデオキシピリジノリン
(英語: deoxypyridinoline；DPD)、ピリジノリン(英語: pyridinoline；PYD)、などがあるが、デオキシピリジノリン（DPD）は骨特異性が高い。
骨吸収で骨のコラーゲンが分解されるとNTXやCTXが血中に放出され、肝臓でさらに分解されてDPDが生成され、尿中に排泄される。
DPDの欠点として、日内変動（骨吸収は夜間に亢進するので、朝高い）・日間変動、腎機能の影響、などがあり、近年はそれほど重視されなくなってきている。
| 男性    | 閉経前女性 | 閉経後女性 | 単位         | MSC    |
| ------- | ---------- | ---------- | ------------ | ------ |
| 2.0–5.6 | 2.8–7.6    | 3.3–13.1   | nmol/mmol·Cr | 23.5 % |

骨粗鬆症において、高い骨折リスクを予測するDPDのカットオフ値は、7.6 nmol/mmol·Crである（健常閉経前女性の基準値上限）　。

### 酒石酸抵抗性酸ホスファターゼ5b型(TRACP-5b)

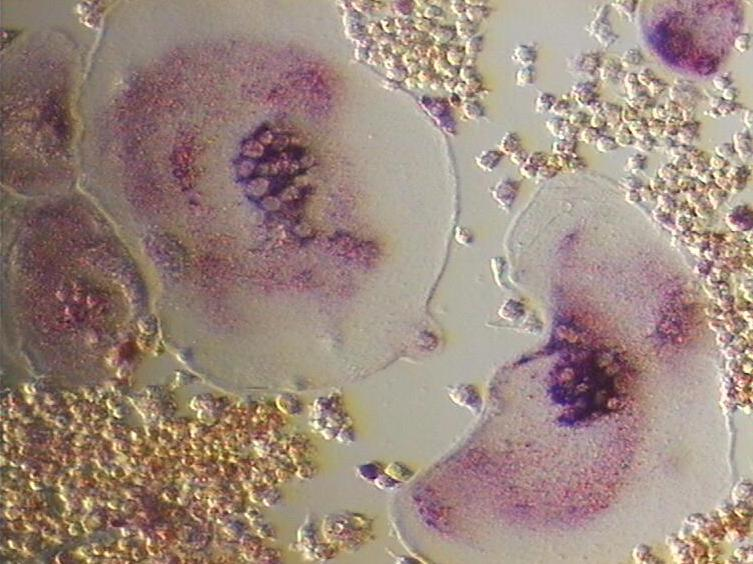
酒石酸抵抗性ホスファターゼ陽性の破骨細胞（細胞培養）

血中の酸ホスファターゼは前立腺由来と赤血球等由来のものがあり、前立腺由来の酸ホスファターゼ（PAP）は酒石酸で活性が阻害される。酒石酸抵抗性酸ホスファターゼ5b型(TRACP-5b)は酒石酸で活性が阻害されない酸ホスファターゼのアイソザイムの一つである。
酒石酸抵抗性酸ホスファターゼの生理的機能は十分には解明されていないが、オステオポンチンなどの骨基質タンパクの分解に関与しているとされる。
酒石酸抵抗性ホスファターゼ（英語: Tartrate-Resistant Acid Phosphatase；TRAP）には、マクロファージ等由来の5aと、破骨細胞由来の5bの二種類のアイソザイムがある。
TRACP-5b（トラップファイブビー）は破骨細胞の骨吸収活性の指標であり、
破骨細胞による骨吸収が亢進する病態では血中のTRAP-5bが上昇する。代表的なものに、骨腫瘍、副甲状腺機能亢進症がある。
骨粗鬆症においては、治療開始前には基準範囲内か軽度の上昇にとどまるが、ビスホスホネート（骨吸収抑制剤）投与による抑制が早期から大きく現れる。また、生理的変動（日間・日内変動・食事・腎機能の影響）が少ないため、治療効果判定に適しているとされる。
| 男性    | 閉経前女性          | 閉経後女性 | 単位  | MSC    |
| ------- | ------------------- | ---------- | ----- | ------ |
| 170–590 | 120–420 （30-44歳） | 250–760    | mU/dL | 12.4 % |

### Ⅰ型コラーゲン-C-テロペプチド(1CTP)
Ⅰ型コラーゲン-C-テロペプチド(英語: Type I collagen C-telopeptide；1CTP、ワンシーティーピー)はⅠ型コラーゲンのC端テロペプチドで、病的骨吸収の指標である。
Ⅰ型コラーゲン架橋C-テロペプチド（CTX）と紛らわしいが、1CTPはテロペプチド部分が架橋されたまま断片として遊離したものでCTXよりは大きい分子である。
生理的な骨吸収ではカテプシンKにより1CTPは分解されて抗原性を失う。しかし、悪性腫瘍の骨転移による病的な骨吸収では腫瘍細胞のマトリックスメタロプロテアーゼが作用し、1CTPはそのまま血中に放出される。
1CTPは生理的な骨吸収ではほとんど上昇しないので骨粗鬆症の診療には使用されないが、悪性腫瘍（特に乳癌・肺癌・前立腺癌）の骨転移においては高値を呈するため、腫瘍マーカーと位置づけられている（ただし、1CTPは腫瘍の骨転移以外に、副甲状腺機能亢進症や甲状腺機能亢進症による病的骨吸収でも上昇することがある）。
| 男性                                    | 閉経前女性 | 閉経後女性 | 単位  |
| --------------------------------------- | ---------- | ---------- | ----- |
| 0.5–4.9                                 | 0.8–4.8    | 0.8–4.8    | ng/mL |
| 骨転移マーカーとしてのカットオフ値：4.5 |            |            | ng/mL |

## 骨形成マーカー
骨形成マーカーは骨を形成する骨芽細胞の数や機能、ないし、骨基質合成の際の代謝産物の量を反映する。
骨形成は骨吸収に刺激されて起こるため（カップリング）、骨形成マーカーが上昇しているときは、通常、骨吸収マーカーも上昇している。
骨吸収抑制剤で骨粗鬆症の治療を行う場合は、骨吸収抑制に3ヶ月程度遅れて骨形成も抑制されてくる。
治療開始6ヶ月以降に骨形成マーカーが基準範囲下限以下に低下している場合は過剰抑制として休薬や投薬中止を検討する。

### 骨型アルカリホスファターゼ（BAP）
アルカリホスファターゼ（ALP）はアルカリ性の環境でリン酸化合物を加水分解する膜結合型の酵素である。肝臓、骨、小腸、など体内に広く分布しているが、血中のアルカリホスファターゼのほぼ半分が肝臓由来、ほぼ半分が骨由来の骨型アルカリホスファターゼ(英語: bone-specific alkaline phosphatase：BAP)である。
BAPは骨芽細胞で産生されて細胞膜に接着しているが、ホスホリパーゼDによる分解を受け、血中に放出される。
骨形成時は細胞外のコラーゲン線維からなる類骨にハイドロキシアパタイトが沈着することで骨の石灰化がおきる。
BAPは骨の石灰化に重要な役割を果たしていると考えられており、有機リン酸エステルを分解して無機リン酸イオンを産生する他、石灰化を阻害するピロリン酸を分解しリン酸イオンに変換することによりハイドロキシアパタイト結晶の成長を促進しているとされる
。
BAPは骨芽細胞機能の主要な指標であり、骨基質合成時期に特に産生が多い。
オステオカルシンが成熟した骨芽細胞を反映するのに対し、BAPは骨芽細胞系全ての細胞数を反映するとされる。
また、オステオカルシンと異なり、BAPはビタミンD投与や腎不全の影響を受けず、日内変動や日間変動も少ないので、腎不全例における骨形成マーカーとしてよく使用されている
。
骨軟化症や骨パージェット病ではBAPの著しい上昇が特徴的であり、治療効果もよく反映するとされる。
| 男性     | 閉経前女性 | 閉経後女性 | 単位 | MSC   |
| 3.7–20.9 | 2.9–14.5   | 3.8–22.6   | μg/L | 9.0 % |

### Ⅰ型プロコラーゲン-N-プロペプチド （P1NP）
Ⅰ型コラーゲンは骨基質蛋白の主要成分である。骨芽細胞で合成されたⅠ型プロコラーゲンは、細胞外でN末端とC末端が切断されてⅠ型コラーゲンになり、骨基質にとりこまれる。切断されたN・C末端のペプチドは血中に放出され、それぞれ、Ⅰ型プロコラーゲン-N-プロペプチド （英語: type Ⅰ procollagen-N-propeptide: P1NP、PⅠNP、ピーワンエヌピー）、Ⅰ型プロコラーゲン-C-プロペプチド （英語: type Ⅰ procollagen-C-propeptide: P1CP、ピーワンシーピー）となる。Ⅰ型コラーゲンは骨以外の皮膚・靭帯などでも合成されているが、骨におけるコラーゲン代謝は軟部組織よりも速いため、これらのプロペプチドは骨基質形成能を反映するとされる。
P1NPは他の骨代謝マーカーと同様に、骨代謝が活発となる病態で上昇する。（ただし、例外として、プロコラーゲン遺伝子異常による骨形成不全症では、OCは上昇するのに対し、P1NPはむしろ減少するとされる。）
P1NPは他の骨形成マーカーよりも治療に対する反応が早く、変動も大きい。さらに、日内・日間変動が少なく食事の影響も受けにくいので、テリパラチドやロモソズマブのような骨形成促進作用のある治療効果の判定に有用とされる。
また、骨粗鬆症治療中のP1NP低値は骨吸収抑制剤による過剰な骨形成抑制が示唆される。
| 男性                 | 閉経前女性           | 閉経後女性           | 単位 | MSC    |
| -------------------- | -------------------- | -------------------- | ---- | ------ |
| 18.1–74.1 (30–83 歳) | 16.8–70.1 (30–44 歳) | 26.4–98.2 (45–79 歳) | μg/L | 14.4 % |

### オステオカルシン（OC）

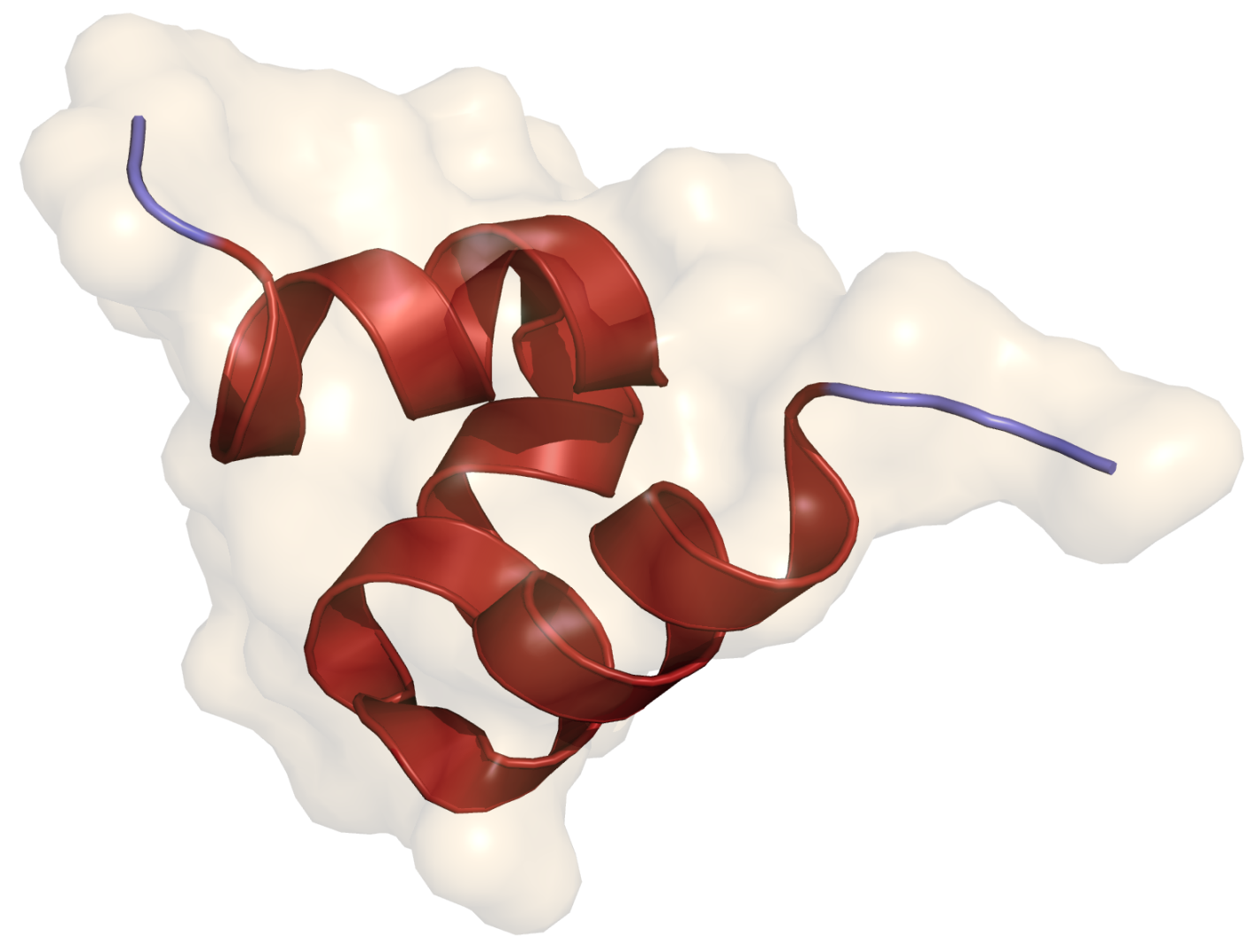
オステオカルシン

オステオカルシン(英語: osteocalcin,　OC)は成熟した骨芽細胞により産生される骨基質蛋白であり、コラーゲン以外の骨基質蛋白の中では最も多く、骨の非コラーゲン性蛋白の約25 %を占める。OCは成熟骨芽細胞の機能の指標となる骨形成マーカーであり、主に副甲状腺機能亢進症の評価に利用されている。
。
なお、OCがハイドロキシアパタイトに結合して機能するためにはビタミンKの作用によりOCのグルタミン酸残基がγ-カルボキシグルタミン酸残基に変換（Gla化）される必要がある。このため、OCは骨グラ蛋白（bone Gla protein : BGP）とよばれることがある。
ビタミンK欠乏は骨折のリスクを高める。ビタミンK不足を反映するマーカーとして低カルボキシル化オステオカルシン（ucOC）があり、骨基質マーカーとして測定されることがある。
| 男性     | 閉経前女性 | 閉経後女性 | 単位  |
| -------- | ---------- | ---------- | ----- |
| 8.4–33.1 | 7.8–30.8   | 14.2–54.8  | ng/mL |

## 骨基質マーカー
骨の強度は、骨密度以外に骨基質の特性によっても左右されると考えられている。
骨基質の特性を反映すると考えられる検査項目を骨基質マーカー（骨マトリックスマーカー）と呼び、骨代謝マーカーに含めて取り扱われることが多い。:16-20

### 低カルボキシル化オステオカルシン（ucOC）
オステオカルシン（OC）がハイドロキシアパタイトに結合して骨基質蛋白として機能するためには、OCの3箇所あるグルタミン酸残基の少なくとも２箇所がビタミンKの作用でγ-カルボキシグルタミン酸残基に変換（Gla化）される必要がある。
ビタミンKが不足している状態では、OCのGla化がすすまないため、OCは骨に結合できずに低カルボキシル化オステオカルシン（英語: undercarboxylated osteocalcin：ucOC）として血中に放出される。
ucOCの上昇は骨折リスクと関連することがしられており、ucOCは骨の質のマーカーとして位置づけられることがある。
ucOCのカットオフ値は、4.5 ng/mL 未満、最小有意変化は32.2%である 。
骨粗鬆症治療開始時にucOCの上昇が認められたらビタミンK欠乏症が背景にあると考えられ、治療薬としてビタミンK2製剤が考慮される。ucOCはビタミンKによる治療効果のモニターにも使用される
。
一方で、ucOCはビタミンKに影響する薬剤、たとえば、ワルファリン（ビタミンK拮抗剤）や抗菌剤の長期投与（腸内細菌の抑制によるビタミンKの欠乏）により上昇する可能性がある。
また。ビスホスホネートなどの骨吸収抑制剤投与により、骨形成が抑制されるため、低値をとる。

### その他の骨基質マーカー
ペントシジンやホモシステインはコラーゲンの架橋異常を反映すると考えられており、骨折リスクと関連することから骨基質マーカーに含められることがあるが、まだ研究段階であり、臨床的意義は十分には確立されていない。

## 検査法
骨代謝マーカーは、静脈血血清または尿を材料として、通常、酵素免疫測定法（EIA）、電気化学発光免疫測定法（ECLIA）、化学発光酵素免疫測定法（CLEIA）、などの免疫学的検査法により測定される。

## 限界
骨代謝マーカーから骨密度や骨強度を推測することはできない。骨代謝マーカーは骨粗鬆症などの骨疾患の評価には有用であるが、骨代謝マーカー値から特定の疾患を診断することはできない。
また、項目によっては、生理的変動に注意を要する。
年齢
小児では骨端線（成長線）で骨が形成されるため、骨代謝マーカーは成人の5から20倍に達する。（骨端線が閉鎖を完了するには30歳ごろまでかかるため、小児期から思春期の骨代謝マーカーの上昇が成人レベルに安定するのは30歳以降である）。
性別
女性では閉経後に上昇がみられる。
日内変動・日間変動
DPD、NTx、CTXは、日内変動や日間変動（日差変動）が大きい。
骨代謝は夜間に亢進するため、
多くの骨代謝マーカーは朝に高く夕方に低い傾向があり、経過観察のためには同じタイミングで検体採取するのが望ましいとされる。
また、治療後のマーカーの変動を解釈する場合は、各マーカーで設定されている最小有意変化（MSC）を超えて変化していれば有意の変動と解釈する。
腎機能
骨形成マーカーの中では、OC（ucOCも同様）、P1NP（測定法にもよる）、骨吸収マーカーの中では、DPD、NTX、1CTP、CTXが腎機能低下の影響を受けやすい。
食事の影響
CTXは食事で低下する:35-36。
骨折
骨折時には骨代謝マーカーは上昇する。受傷後24時間以内には大きな変動はないが、その後上昇して3ヶ月程度でピークに達し、その後も少なくとも6ヶ月までは高値が続く。骨の手術についても骨折に準じて考慮する必要がある:93-97。
安静
安静臥床が2-4日以上続くと、骨吸収マーカーが増加する傾向がある（骨形成マーカーは増加せず、骨量は減少する）。
薬剤の影響
骨粗鬆症治療薬をはじめ、骨・カルシウム代謝に影響をおよぼす薬剤投与中は、その影響に留意する必要がある。
ビスホスホネート、デノスマブ投与時は少なくとも3ヶ月は骨代謝マーカーに影響がある。
その他の骨粗鬆症治療薬の骨代謝マーカーへの影響は1ヶ月内とされるが、テリパラチドについては3ヶ月ともいわれる。

## 関連する検査
骨密度
骨密度測定（骨塩定量検査）にはX線を用いるものと超音波を用いるものがあるが、骨粗鬆症の診断や骨折リスクの評価には、X線を用いるDXA法が用いられている。
（骨代謝マーカーは直接的に骨の密度や強度を反映するものではないので、骨粗鬆症の診断には使用できない。）
ただし、骨密度検査は、その時点での計測した局所（腰椎、大腿骨、など）の情報にとどまり、骨代謝のバランスや全身の骨の情報、骨の質に関する情報は得られない。また、測定部位に圧迫骨折や骨蕀などがある場合は正確な結果は得られない。
治療による骨密度の変化は遅く（年に10 %未満）、再測定には半年から1年はかかるため、治療のモニターには骨代謝マーカーが用いられる。
骨生検
骨代謝状態の評価のもっとも信頼性の高い方法は骨生検による骨組織形態の検索である。また、生検前にテトラサイクリンを二回に分けて投与して石灰化しつつある骨を標識することにより、骨の石灰化速度も可視化することができる。
しかし、骨生検は侵襲的で煩雑であり、
骨腫瘍や特殊な骨疾患の診断目的以外で行われることはまれである。
副甲状腺ホルモン（パラトルモン、PTH）
副甲状腺ホルモンは血清カルシウム濃度を上昇させるホルモンであり、主に、骨（骨吸収促進）、腎臓（カルシウム再吸収促進、リン再吸収抑制、ビタミンD活性化促進）に作用する。
高カルシウム血症・低リン血症や骨代謝マーカーの著しい上昇がみられたときは副甲状腺ホルモンも検索する必要がある。
なお、遺伝子組み換え副甲状腺ホルモン製剤であるテリパラチドは間欠投与により骨形成を相対的に促進するため、骨形成促進薬として骨粗鬆症の治療に使用されている。
テリパラチドによる治療のモニターにはP1NPが有用とされる。
血中ビタミンD
ビタミンDの主な作用は腸管からのカルシウム・リンの吸収促進による血中のカルシウムレベルの維持であり、ビタミンDの不足は骨吸収を促進し最終的にはくる病・骨軟化症を引き起こす。
血清カルシウムや血清無機リンの異常がみられたときは、ビタミンDの欠乏・過剰を除外する必要がある。
また、ビタミンDの不足（血中の25水酸化ビタミンDで評価する）は骨粗鬆症における転倒・骨折リスクとも関連し、
骨粗鬆症の治療方針の決定に際して検査されることがある。
血清カルシウム
血清カルシウムは原発性骨粗鬆症では正常範囲内である。
もし上昇していれば 副甲状腺機能亢進症、悪性腫瘍（腫瘍の骨転移・浸潤、副甲状腺ホルモン関連ペプチド産生）、ビタミンD作用過剰など、低下していれば副甲状腺機能低下症、 ビタミンD欠乏症、 尿細管性アシドーシスなどを疑って精査する必要がある。
血清無機リン
血清無機リンは原発性骨粗鬆症では正常範囲内である。
もし上昇していれば 腎不全、副甲状腺機能低下症、ビタミンD作用過剰、甲状腺機能亢進症など、低下していれば副甲状腺機能亢進症、 ビタミンD欠乏症、 尿細管性アシドーシスなどを疑って精査する必要がある。